# جیپ فوروارد کنترل
جیپ فوروارد کنترل (به انگلیسی: Jeep Forward Control) خودرویی است که در سال‌های ۱۹۵۶ تا ۱۹۶۷ توسط شرکت خودروسازی جیپ تولید شده‌است. 
طراحی آن چهار چرخ محرک بوده است. سیستم جعبه‌دندهٔ آن ۴ دنده به صورت دستی است.